# Islas Antípodas
Las islas Antípodas constituyen un archipiélago deshabitado situado a unos 850 kilómetros al sudeste de isla Stewart, Nueva Zelanda.
El grupo consiste en una isla principal, la isla Antipoda, de unos 20 km² de superficie, y al norte, la isla Bollons, de 2 km², además de numerosos islotes pequeños y cercanos. El punto más alto del archipiélago es el monte Galloway, de 402 m de altitud. 
Su nombre ha sido heredado por el concepto del lugar opuesto geográficamente a otro, dado por los ingleses que las consideraron las antípodas de Gran Bretaña, aunque realmente son las antípodas del norte de Francia. 

## Historia
El capitán Henry Waterhouse, de la Royal Navy, llegó a estas islas por primera vez en 1800, a bordo del buque HMS Reliance.
Se intentó establecer ganado en las islas, pero no fue posible, y se abandonó la idea.
Cuando la nave Spirit of Dawn encalló en 1893 en la costa de Bollans, once supervivientes se mantuvieron durante casi tres meses viviendo con una dieta de aves crudas. Curiosamente, en la otra punta de la isla había un depósito náufrago bien provisto. Este depósito fue encontrado y utilizado por la tripulación del Presidente Félix Faure, que naufragó en la bahía en 1908.
El último naufragio en las islas Antípodas fue el del yate Totorore, con la pérdida de dos vidas en 1999.
En 1886 se descubrió un fragmento de cerámica antigua polinesia enterrado en la isla principal, lo que indica visitas anteriores. El fragmento, al parecer un trozo de tazón, se expone en el museo Te Papa Tongarewa ("nuestro lugar"), el museo nacional de Nueva Zelanda en Wellington.

## Flora y fauna
Bollans es una isla rica sobre todo en numerosas especies de aves, algunas endémicas, como el albatros de las Antípodas (Diomedea antipodensis), el perico de Reischek o perico frentirrojo de las Antípodas (Cyanoramphus hochstetteri) y el perico de las Antípodas (Cyanoramphus unicolor), y algunas gallináceas. También acoge cerca del 50 % de la población mundial de pingüinos crestados (Eudyptes sclateri). 
La flora de las islas se ha registrado detalladamente, e incluye algunas especies de plantas conocidas como megahierba.

## Patrimonio de la Humanidad
Las islas son uno de los cinco subgrupos que forman las islas subantárticas de Nueva Zelanda, designadas en 1998 como Patrimonio de la Humanidad por la UNESCO (ref. 877-003, islas Snares de Nueva Zelanda, con 2097 ha). Los otros cuatro grupos de islas subantárticas de Nueva Zelanda en la región considerados patrimonio de la UNESCO son las islas Bounty, islas Antípodas, islas Auckland e islas Campbell.